# Nathalia Dill
Nathalia Goyannes Dill Orrico, kortweg Nathalia Dill (Rio de Janeiro, 24 maart 1986) is een Braziliaans actrice. Ze heeft meerdere hoofdrollen gespeeld in telenovela's, waaronder één als de hoofdpersoon.

## Carrière
Nathalia Dill speelde de hoofdrol van Débora Rios in de Braziliaanse soap Malhação (in het Engels: Work Out). Ze had eerder al een kleine gastrol in Mandrake. Vervolgens had ze een belangrijke rol, die van Maria Rita, in de soap Paraíso van het Braziliaanse televisienetwerk Rede Globo. Hierna, anno 2010, volgde de rol van Viviane in Escrito nas Estrelas. In 2009 won ze een Braziliaanse prijs, de Prêmio TV Contigo, in de categorie Beste vrouwelijke nieuwkomer.
Naast televisie en film heeft Dill ook wat theaterwerk gedaan, steeds, op een uitzondering na, onder regie van Michel Bercovitch.

## Werk

### Televisie
- 2006: Mandrake - Valentina (1 afl.)
- 2007-2009: Malhação - Débora Rios
- 2009: Paraíso - Maria Rita Godói (Santinha)
- 2009: Dó-Ré-Mi-Fábrica - Viola
- 2010: Escrito nas Estrelas - Viviane
- 2011: Cordel Encantado - Doralice

### Film
- 2007: Tropa de Elite - Student
- 2008: Feliz Natal - Marília
- 2008: Apenas o Fim - Taiara

### Theater
- 2005: A Glória de Nelson (regie: Daniel Herz)
- 2005: Jogos na Hora da Sesta (regie: Michel Bercovitch)
- 2006: As Aventuras de Tom Sawyer (regie: Michel Bercovitch)
- 2007: O Beijo no Asfalto (regie: Michel Bercovitch)
- 2008: Boca de Cowboy (regie: Michel Bercovitch)